# Death Warrant
Death Warrant is een Amerikaanse-Canadese actiefilm uit 1990 geschreven door David S. Goyer en geregisseerd door Deran Sarafian. 

## Verhaal
De Royal Canadian Mountain Police laat Louis Burke (vertolkt door Jean Claude Van Damme) als geheim agent infiltreren in een gevangenis om te weten te komen hoe een  sluwe moordenaarsbende binnen de gevangenis te werk gaat. Zijn ware identiteit dreigt te worden onthuld door een vijand, die hij gemaakt heeft  bij de Mounties.

## Rolverdeling
| Acteur                 | Personage                     |
| ---------------------- | ----------------------------- |
| Jean-Claude Van Damme  | Louis Burke                   |
| Robert Guillaume       | Hawkins                       |
| Cynthia Gibb           | Amanda Beckett                |
| Patrick Kilpatrick     | Christian 'Klaas Vaak' Naylor |
| Joshua John Miller     | Douglas Tisdale               |
| Conrad Dunn            | Konefke                       |
| Abdul Salaam El Razzac | de 'Priester'                 |
| Harry Waters Jr.       | Jersey                        |
| Art LaFleur            | Brigadier DeGraf              |
| Hans Howes             | Bewaker Keller                |
| George Dickerson       | Tom Vogler                    |
| Dorothy Dells          | Helen Vogler                  |
| Jack Bannon            | Ben Keane                     |
| Armin Shimerman        | Dr. Gottesman                 |
| Hank Stone             | Romaker                       |
| Kamel Krifa            | Keel                          |
| Paulo Tocha            | Perez                         |
| Larry Hankin           | Mayerson                      |
| Al Leong               | Bruce                         |